# 609 a.C.
Il 609 a.C. (DCIX a.C. in numeri romani) è un anno  del VII secolo a.C.

## Eventi
• Caduta dell'Impero Assiro governato da Assur-uballit II, per mano di Medi e Babilonesi

## Morti
- Assur-uballit II, sovrano assiro